# Imidapril

Strukturformel Imidapril

Strukturformel Imidaprilat

Imidapril är en ACE-hämmare som används för att behandla högt blodtryck, akut myokardinfarkt (AMI), kronisk hjärtsvikt (CHF) samt diabetisk nefropati. En fördel som detta läkemedel har gentemot andra ACE-hämmare är att imidapril inte ger upphov till torrhosta i samma utsträckning som andra läkemedel inom denna kategori.
I levern konverteras läkemedlet till dess aktiva form imidaprilat, som binder an till och hämmar enzymet ACE. Det medför att blodkärlen vidgas och att blodflödet förbättras.